# Natascha Keller

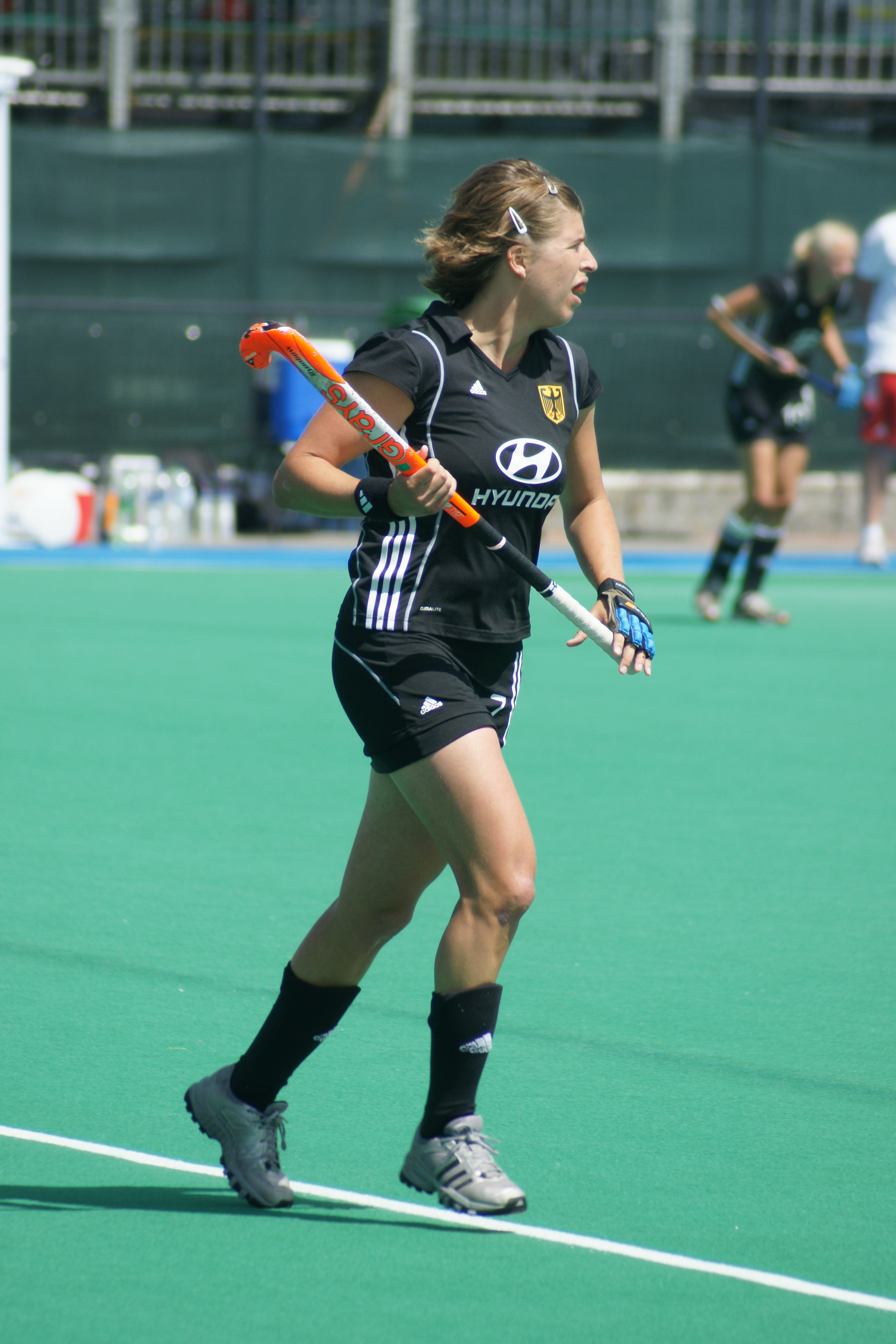
Natascha Keller

Natascha Keller (* 3. Juli 1977 in Berlin) ist eine deutsche Hockeyspielerin.

## Sportliche Karriere
Nach dem sechsten Platz bei den Olympischen Spielen 1996 und dem siebten Platz 2000 in Sydney gewann sie mit der deutschen Hockeynationalmannschaft der Damen 2004 in Athen olympisches Gold. Weitere Medaillen gewann sie mit der Mannschaft 1995 als Dritte der Europameisterschaft und 1998 als Halleneuropameisterin. Bei der Weltmeisterschaft 1998 wurde sie mit der Mannschaft Dritte. 1999 gewann die deutsche Mannschaft Silber bei der Europameisterschaft, Natascha Keller wurde 1999 zur Welthockeyspielerin des Jahres erklärt. 2003 wurde sie Hallenweltmeisterin und Europameisterschaftsdritte.
Natascha Keller entstammt der bekanntesten deutschen Hockeyfamilie. Olympiasieger geworden sind ihr Vater Carsten Keller (1972 in München) sowie ihre Brüder Andreas (1992 in Barcelona) und Florian (2008 in Peking). Ihr Großvater Erwin Keller gewann im Jahre 1936 in Berlin olympisches Silber gegen die damals als unschlagbar geltenden Inder. Natascha Keller spielt beim Berliner Hockey-Club, mit dem sie 1994, 1996, 1999, 2000, 2005, 2006 und 2008 deutsche Meisterin wurde. Auf europäischer Ebene gewann sie mit ihrem Klub 1997 den Europapokal der Landesmeister und 2008 den Europapokal der Pokalsieger. Auch in der Halle war sie mit ihrem Verein dreimal deutsche Meisterin (1995, 1996 und 2000). Mit 425 Länderspielen (389 auf dem Feld und 36 in der Halle) ist sie Rekordnationalspielerin des Deutschen Hockey-Bundes.
Bei der Eröffnungsfeier der Olympischen Sommerspiele 2012 in London war Natascha Keller Fahnenträgerin der Deutschen Delegation. Zum ersten Mal wurde einem Hockeyspieler diese Ehre zuteil. Mit der Mannschaft erreichte sie beim Hockeyturnier Platz 7 und erklärte anschließend ihren Rücktritt aus der Nationalmannschaft.

## Auszeichnungen
- 2014: Verdienstorden des Landes Berlin[3]